# Camille Lou
Camille Lou, pseudonimo di Camille Houssière, nota con il nome d'arte Jimmie (Barsilles, Maubeuge, 22 maggio 1992), è un'attrice, cantante e musicista francese.

## Biografia
Camille Lou è nata il 22 maggio 1992 a Bersillies, vicino a Maubeuge. Suo padre era un cantante e chitarrista per il gruppo Les Paradoxe, lei e le sue due sorelle maggiori sono state esposte alla musica in giovane età, imparando ciascuna a suonare uno strumento, Camille suonava il violino. All'età di dodici anni, ha vinto un concorso canoro locale, Les Voix de Noël a Hautmont. Ha frequentato il liceo Notre-Dame-de-Grâce a Maubeuge. Dopo aver conseguito il diploma di maturità scientifica si è iscritta in Giurisprudenza presso l'Università di Valenciennes.

## Carriera

### L'esordio nel mondo della musica
Nel gennaio 2010 ha iniziato a cantare da solista con il nome d'arte Jimmie, con l'aiuto del suo allora insegnante di chitarra. Ha pubblicato il suo primo album La Grande Aventure, in uno stile pop-rock. Ha fatto molti atti di apertura con questo pseudonimo, in particolare quello di Cœur de Pirate nel marzo 2010.
Essendo amica dei cantanti Nuno Resende e Merwan Rim, fu incoraggiata da quest'ultimo ad avvicinarsi a Dove Attia per la quale Resende e Rim stavano lavorando a Mozart, l'opera rock. Dopo averla sentita cantare una canzone del film Once, Falling Slowly, Dove Attia interessato, la invita ad andare ai casting per il suo prossimo musical. Pochi mesi dopo, nel 2011, è stata scelta per interpretare il ruolo di Olympe, serva di Maria Antonietta, nel musical 1789, Les Amants de la Bastille e dove ha recitato insieme a Louis Delort.

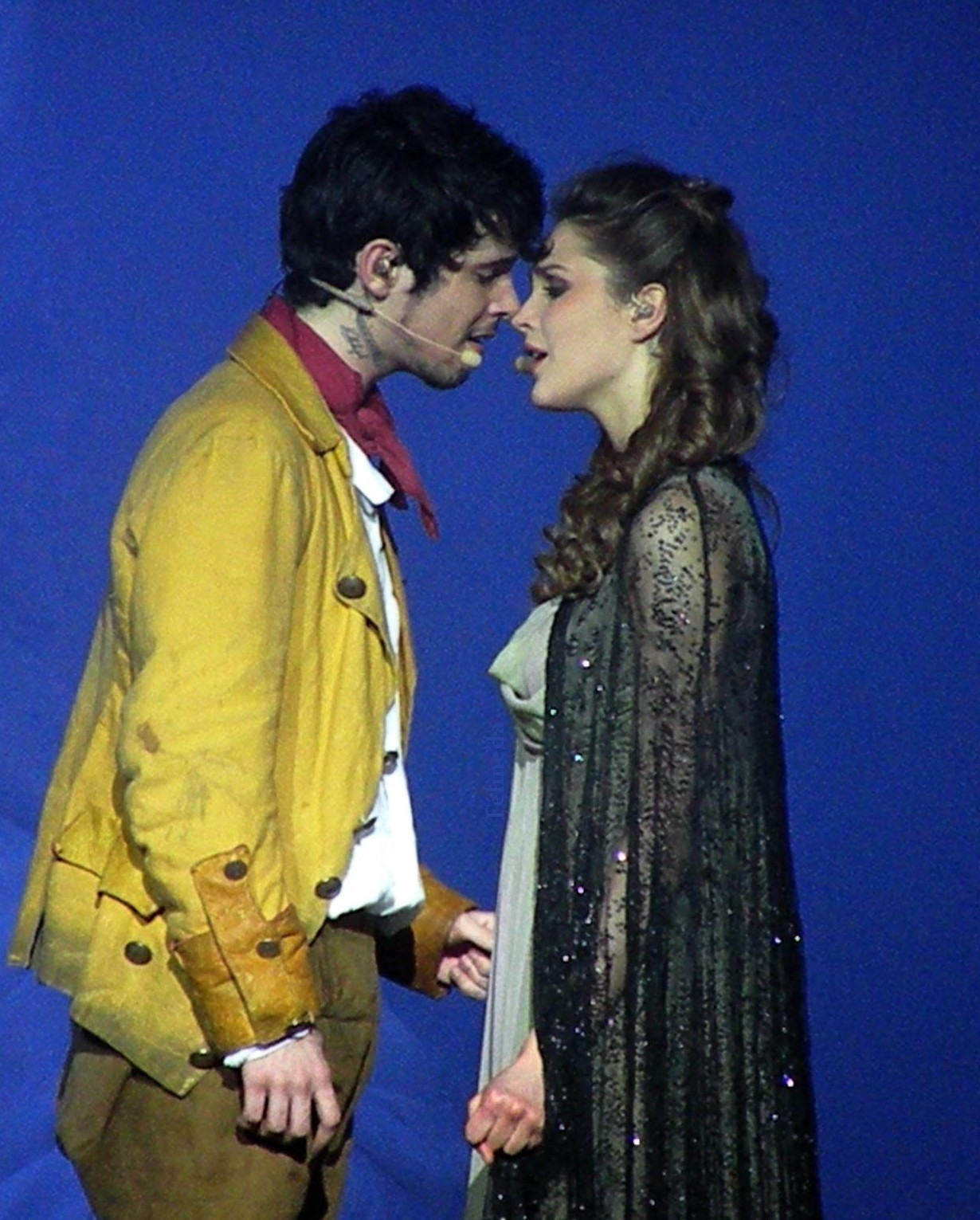
Camille Lou con Louis Delort nello spettacolo 1789, Les Amants de la Bastille.

Nel dicembre 2014 ha registrato una canzone per l'album We Love Disney con Garou una cover della canzone La bella e la bestia del film omonimo.
Nel 2013 e nel 2014 si è dedicata ai suoi progetti solisti ma anche alla sua band composta da cinque cantanti che si sono esibiti nello spettacolo Les Chansons d'abord insieme a Natasha St-Pier, in onda ogni domenica alle 17:00 su France 3.
Nel 2014 Dove Attia gli ha offerto il ruolo di Guenièvre nel suo nuovo musical The Legend of King Arthur. La prima rappresentazione ha avuto luogo il 17 settembre 2015 al Palais des Congrès di Parigi prima di una tournée in Francia nel 2016.
Nel 2016 è stata scelta per interpretare una giovane infermiera coinvolta in affari oscuri nel film Marché noir diretto da Emmanuel Fricero, ma questo progetto non ha avuto successo per mancanza di fondi.

### Consacrazione e apparizione televisiva (dal 2016)
Nell'autunno del 2016 ha partecipato alla settima edizione del programma televisivo Danse avec les stars su TF1, insieme al ballerino Grégoire Lyonnet, dove si è classificata seconda nella competizione.
Nel 2018 ha recitato nella serie di TF1 Les Bracelets Rouges. Ha anche recitato nella miniserie Maman a tort in onda su France 2.
Ha anche preso parte al terzo per Best Pastry Chef, uno speciale sulle celebrità su M6. Per l'occasione ritrova Laurent Maistret, ma anche Julien Lepers e Chris Marques della sua stagione di Ballo con le stelle.
Nel 2018 anche è al fianco di Karine Ferri, Cartman, Artus, Jarry e Baptiste Giabiconi nello spettacolo Les Touristes: mission Safari, presentato da Arthur su TF1.
Alla fine dell'anno più di settanta celebrità si sono mobilitate all'appello dell'associazione Urgence Homophobia. Camille Lou è una di loro e appare nel video musicale della canzone De l'amour.
Nel 2019, ha interpretato uno dei ruoli principali nella miniserie Destini in fiamme (Le Bazar de la Charité), trasmessa su TF1, dove ha interpretato Alice de Jeansin la cui vita cambia dopo essere sopravvissuta all'incendio. Si ribellò in particolare contro il destino riservato alle donne dell'epoca. Per Camille Lou, Destini in fiamme (Le Bazar de la Charité) segnerà comunque una svolta nella sua carriera. Ha anche realizzato servizi fotografici per il marchio Tara Jarmon, Chez Simone, gioielli Pandora.

### Dal 2020
Il 6 aprile 2020 ha partecipato alla campagna digitale #EnsembleSurInternet dell'agenzia MALD per combattere ogni discriminazione e odio su Internet durante il primo confinamento nazionale del COVID-19 con le associazioni UEJF, Urgence Homophobie, STOP Homophobie, SOS Racisme et Cool Kids Féministes e 16 altre personalità.
Dal 2021 è entrata a fare parte del cast della serie Je te promets, remake della serie americana This Is Us. Ha anche recitato nel film I viziati e nella serie Un'altra verità.

## Vita privata
È legata sentimentalmente al surfista Romain Laulhé, conosciuto sul set di Un'altra verità.

## Filmografia

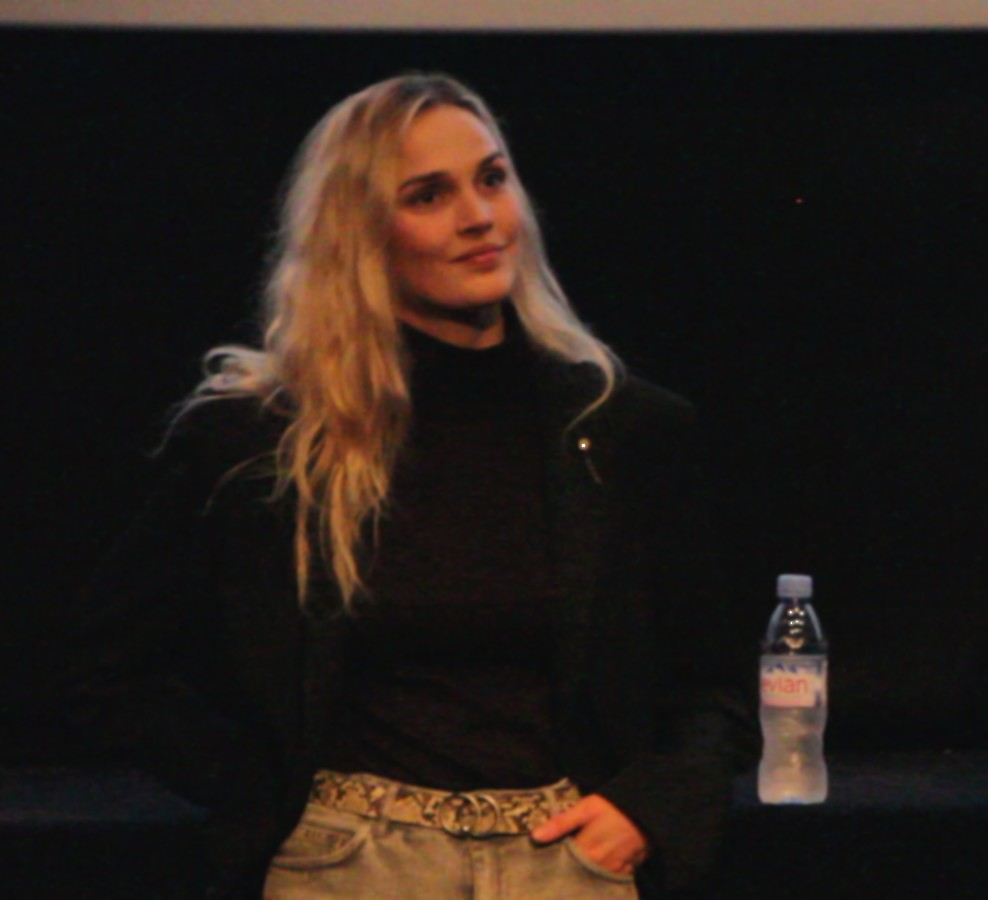
Camille Lou all'anteprima del film Jusqu'ici tout va bien a Lilla nel febbraio 2019.

### Cinema
- Sposami, stupido! (Épouse-moi mon pote), regia di Tarek Boudali (2017)
- Jusqu'ici tout va bien, regia di Mohamed Hamidi (2019)
- Play, regia di Anthony Marciano (2019)
- I viziati (Pourris gâtés), regia di Nicolas Cuche (2021)
- Notre tout petit, petit mariage, regia di Frédéric Quiring (2023)
- Chasse gardée, regia di Antonin Fourlon e Frédéric Forestier (2023)
- Natacha, regia di Noémie Saglio (2025)

### Televisione
- Les Bracelets rouges – serie TV, 12 episodi (2018-2020)
- Maman a tort – serie TV, 6 episodi (2018)
- Destini in fiamme (Le Bazar de la Charité) – serie TV, 8 episodi (2019)
- Je te promets – serie TV, 32 episodi (dal 2021)
- Un'altra verità (J'ai menti) – serie TV, 6 episodi (2021)
- Christmas Flow – serie TV, 3 episodi (2021)
- J'irai au bout de mes rêves - film TV (2022)
- Les Combattantes – serie TV, 8 episodi (2022)
- Prométhée – serie TV, 6 episodi (2023)
- Anthracite - serie TV, 6 episodi (2024)
- Occhi di gatto - serie TV, 8 episodi (2024)
- Été 36 - serie TV, 6 episodi (2025)
- Tout le bleu du ciel - serie TV, 2 episodi (2025)

## Programmi televisivi
- Les Chansons d'abord (France 3, 2013-2014) – Membro della troupe
- Fort Boyard (France 2, 2015-2016) – Candidata
- Danse avec les stars 7 (TF1, 2016) – Finalista
- Le Meilleur Pâtissier, spécial célébrités 3 (M6, 2018) – Finalista
- Visual Suspect: Méfiez-vous des apparences! (TF1, 2022) – Membro della giuria
- Le Grand Concours (TF1, 2023) – Candidata

## Teatro
- 1789, Les Amants de la Bastille (2011-2014) – Olympe du Puget
- The Legend of King Arthur (2015-2016) – Queen Ginevra

## Discografia

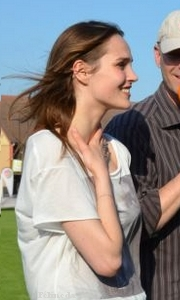
Camille Lou a Maubeuge.

### Album da solista
- La Grande Aventure (2010)
- Love me Baby (2017)

### Album musicali
- 1789: Les Amants de la Bastille (2012)
- La Légende du roi Arthur (2015)

### Partecipazioni
- La bella e la bestia in duetto con Garou nell'album We Love Disney (2014)
- Le Soleil de ma vie in duetto con Amir nell'album Forever gentleman 2 (2014)
- The Time of My Life in duetto con David Carreira nell'album Les stars font leur cinéma (2015)
- De l'amour, canto di beneficenza per l'associazione Urgence Homophobia (2018)

## Doppiatrici italiane
Nelle versioni in italiano dei suoi film e delle sue serie TV, Camille Lou è stata doppiata da:
- Giulia Franceschetti[27] in Destini in fiamme[28], I viziati[29]
- Rossa Caputo[30] in Un'altra verità[31]
- Letizia Ciampa[32] in Christmas flow[33]

## Riconoscimenti
- NRJ Music Award 2013
  - Gruppo di lingua francese / duo / troupe / collettivo dell'anno per 1789, Les Amants de la Bastille
  - Canzone francofona dell'anno per Tomber dans ses yeux (in duetto con Louis Delort)

- NRJ Music Award 2015
  - Gruppo di lingua francese / duo / troupe / collettivo dell'anno per La Légende du roi Arthur